# Fondo di garanzia degli obbligazionisti del credito cooperativo
Il Fondo di garanzia degli obbligazionisti del credito cooperativo è un particolare fondo creato al fine di rimborsare i possessori di obbligazioni garantite presso le banche di credito cooperativo che aderiscono al fondo e a Federcasse. Il fondo è gestito attraverso un consorzio tra banche di credito cooperativo su base volontaria.
A differenza del Fondo di garanzia dei depositanti del credito cooperativo, il Fondo di garanzia degli obbligazionisti del credito cooperativo non è obbligatorio a norma di legge, ma rappresenta uno strumento di tutela degli obbligazionisti fornite dalle banche di credito cooperativo. Tali banche, così come le loro antenate, ossia le Casse rurali ed artigiane, hanno dimostrato una maggiore attitudine alla tutela dei depositi e degli investimenti dei loro clienti; ciò è dovuto al loro scopo mutualistico e cooperativo che le contraddistingue. In particolare, le banche di credito cooperativo (o, più precisamente, le loro antenate) furono le prime banche italiane a istituire un sistema di garanzia dei depositanti, il quale divenne obbligatorio per tutte le banche solo a partire dagli anni novanta del Novecento.
Quando si sottoscrivono obbligazioni garantite presso una banca di credito cooperativo che aderisce al fondo, una clausola riporta il diritto a un rimborso, in caso di insolvenza della propria banca, fino a un massimo di 103 291,38 euro.

## Storia
Il fondo di garanzia degli obbligazionisti del credito cooperativo fu istituito il 22 luglio 2004 sotto il nome di "Fondo di garanzia dei portatori di titoli obbligazionari emessi da banche appartenenti al credito cooperativo". L'entrata in funzione vera e propria del fondo si ebbe il 1 gennaio 2005; analogamente a quasi tutti i fondi di garanzia italiani, il fondo viene gestito da un consorzio tra banche.